# The Depreciation Guild
The Depreciation Guild est un groupe musical américain, originaire de Brooklyn, dans l'État de New York, actif entre 2005 et 2011. 
Avant de se séparer, le groupe comprend Feldman, Christoph Hochheim (qui devient plus tard respectivement batteur et guitariste de tournée pour le groupe d'indie pop The Pains of Being Pure at Heart), et Anton Hochheim (qui devient plus tard batteur de tournée pour The Pains of Being Pure at Heart après le départ de Feldman). Raphael Radna les rejoint à la guitare basse pour les concerts.

## Histoire
En 2003, Kurt Feldman commence à utiliser la Famicom (NES) qui est ensuite fortement incorporée dans la musique qu'il fait avec The Depreciation Guild. Le groupe est formé en 2005. Au départ, il s'agit d'un exutoire pour exprimer sa passion musicale et ses intérêts pour les anciens jeux vidéo, la guitare pop et la musique électronique. Le groupe prend finalement une voie plus sérieuse, en sortant son premier EP uniquement numérique, Nautilus, sur le label chiptune 8bitpeoples en 2006 et en se produisant en concert. Feldman est aidé par son ami de lycée Adrian Hashizume à la guitare jusqu'en 2007. Hashizume est ensuite remplacé par Christoph Hochheim, un ami d'université de Feldman. En 2008, le frère jumeau identique de Hochheim, Anton, est ajouté à la batterie. Leur premier album, In Her Gentle Jaws, est publié gratuitement sur Internet en 2007. Kanine Records récupère le groupe en 2009 et réédite leur premier album avec quelques remastérisations. Un deuxième album studio, Spirit Youth, suit mi-2010,. Le groupe fait également des remixes pour des artistes tels que Oh No Ono et Chateleine. Leur chanson Dream About Me est reprise dans le film Kaboom en 2010.
En décembre 2010, le groupe annonce sur sa page Facebook qu'il se séparerait après son dernier concert en janvier 2011, invoquant des divergences musicales au sein du groupe. Le groupe joue son dernier concert prévu le 8 janvier 2011 au Rock Shop de Brooklyn. En août 2013, la formation originale de Kurt Feldman et Adrian Hashizume se réunit pour une représentation unique de In Her Gentle Jaws dans son intégralité à la Glasslands Gallery à Brooklyn.
Le 8 mars 2023, la Depreciation Guild se réunit pour donner son premier concert en dix ans au Mercury Lounge de New York, à l'occasion du 20e anniversaire de Kanine Records.

## Discographie

### Albums studio
- 2009 : In Her Gentle Jaws (auto-distribué en 2007 ; sur Kanine Records en 2009)
- 2010 : Spirit Youth (Kanine Records)

### EP
- 2006 : Nautilus (8bitpeoples)

### Singles
- 2009 : Dream About Me (Kanine Records)
- 2009 : Blue Lily (Kanine Records)